# Umberto Masetti
Umberto Masetti (Borgo delle Rose, Italia, 4 de mayo, de 1926 - Maranello, Italia, 28 de mayo de 2006) fue un piloto de motociclismo italiano dos veces campeón del mundo de 500cc. En 1950, se convirtió en el primer italiano en ganar el Campeonato del Mundo de 500cc.

## Biografía
Masetti nació en Borgo delle Rose, en la provincia de Parma.
Debutó en el Campeonato Mundial en 1949 a bordo de una Moto Morini, en la clase de 125cc. En el mismo año también compitió con una Benelli en la categoría de 250cc y una Gilera en la categoría de 500cc.
En 1950, Masetti ganó los grandes premios de Bélgica y los Países Bajos y derrotó a Geoff Duke en el Campeonato del Mundo de 500cc. En 1952, todavía con Gilera, volvió a ser Campeón del Mundo, volviendo a ganar en Bélgica y los Países Bajos.
En 1953 corrió en la categoría de 250cc para NSU, pero un accidente en Imola le impidió participar durante gran parte de la temporada. En 1954 Masetti volvió a estar en la clase de 500cc con Gilera. En 1955 dividió su tiempo entre las clases de 250cc y 500cc, esta vez para la fábrica de MV Agusta, con la que compitió hasta 1958. Ese año, después de una temporada sin éxito en la categoría de 500cc, se retiró de la competencia de motocicletas.
Masetti entonces vivió en Maranello, donde murió en 2006.

## Resultados en el campeonato del Mundo
Sistema de puntuación en 1949:
| Posición | 1.º | 2.º | 3.º | 4.º | 5.º | Vuelta rápida |
| Puntos   | 10  | 8   | 7   | 6   | 5   | 1             |

Sistema de puntuación desde 1950 hasta 1968:
| Posición | 1.º | 2.º | 3.º | 4.º | 5.º | 6.º |
| Puntos   | 8   | 6   | 4   | 3   | 2   | 1   |

Hasta 1955 se contaban los 5 mejores resultados.
(carreras en cursiva indica vuelta rápida)
| Año  | Clase | Equipo      | 1       | 2       | 3       | 4     | 5       | 6       | 7     | 8     | 9     | Pts. | Pos. |
| ---- | ----- | ----------- | ------- | ------- | ------- | ----- | ------- | ------- | ----- | ----- | ----- | ---- | ---- |
| 1949 | 125cc | Moto Morini |         | SUI 5   | NED -   |       | NAT 2   |         |       |       |       | 13   | 3.º  |
| 1949 | 250cc | Benelli     | IOM -   | SUI -   |         | ULS - | NAT 3   |         |       |       |       | 7    | 10.º |
| 1950 | 500cc | Gilera      | IOM -   | BEL 1   | NED 1   | SUI 2 | ULS 6   | NAT 2   |       |       |       | 28   | 1.º  |
| 1951 | 500cc | Gilera      | ESP 1   | SUI 4   | IOM -   | BEL - | NED Ret | FRA -   | ULS 3 | NAT 2 |       | 21   | 3.º  |
| 1952 | 500cc | Gilera      | SUI Ret | IOM -   | NED 1   | BEL 1 | GER Ret | ULS Ret | NAT 2 | ESP 2 |       | 28   | 1.º  |
| 1953 | 250cc | NSU         | IOM -   | NED -   | GER -   | ULS - | SUI -   | NAT 6   | ESP - |       |       | 1    | 15.º |
| 1954 | 500cc | Gilera      | FRA -   | IOM -   | ULS -   | BEL - | NED -   | GER -   | SUI - | NAT 2 | ESP - | 6    | 10.º |
| 1955 | 250cc | MV Agusta   |         |         | IOM Ret | GER - |         | NED 2   | ULS 3 | NAT 6 |       | 11   | 5.º  |
| 1955 | 500cc | MV Agusta   | ESP 3   | FRA 4   | IOM -   | GER - | BEL -   | NED 3   | ULS - | NAT 1 |       | 19   | 3.º  |
| 1956 | 350cc | MV Agusta   | IOM -   | NED -   | BEL 5   | GER - | ULS -   | NAT 8   |       |       |       | 2    | 14.º |
| 1956 | 500cc | MV Agusta   | IOM -   | NED Ret | BEL 4   | GER 2 | ULS -   | NAT Ret |       |       |       | 9    | 6.º  |
| 1957 | 350cc | MV Agusta   | GER 4   | IOM -   | NED -   | BEL - | ULS -   | NAT -   |       |       |       | 3    | 10.º |
| 1957 | 500cc | MV Agusta   | GER -   | IOM -   | NED Ret | BEL - | ULS -   | NAT 5   |       |       |       | 2    | 15.º |
| 1958 | 500cc | MV Agusta   | IOM -   | NED -   | BEL -   | GER - | SWE -   | ULS -   | NAT 3 |       |       | 4    | 13.º |
| 1963 | 250cc | Morini      |         | IOM -   | NED -   | BEL - | ULS -   | RDA -   | NAT - | FIN - | ARG 3 | 4    | 10.º |
| 1964 | 50cc  | Derbi       | USA -   | ESP -   | FRA Ret | IOM - | NED -   | BEL -   | GER - |       | FIN - | 0    | -    |